# Wladimir d'Ormesson
Wladimir Le Fèvre d'Ormesson, comte d'Ormesson (2 de agosto de 1888 - 15 de septiembre de 1973) fue un escritor y periodista nacido en San Petersburgo, Rusia, de nacionalidad francesa. También fue diplomático que ejerció principalmente ante la Santa Sede, en Argentina y en Chile. Fue presidente de la ORTF en Francia y miembro de la Academia Francesa en la que ocupó el asiento número 13.

## Datos biográficos
Fue hijo de  Olivier d’Ormesson (1849-1923)  y hermano de André d'Ormesson (padre del escritor Jean d'Ormesson), miembros todos de una familia de diplomáticos. Su juventud la pasó viajando por diversos países en función de la actividad de su padre. Fue combatiente en Alsacia durante la Primera Guerra Mundial, sirviendo más tarde como oficial bajo las órdenes del mariscal  Lyautey, en Marruecos. Al terminar la guerra empezó su carrera de periodista, particularmente en el campo de las relaciones internacionales que le resultaba familiar. Colaboró en el periódico Le Figaro y en la revista Revue des deux Mondes.
En mayo de 1940 fue nombrado embajador de Francia ante la Santa Sede por el presidente Paul Reynaud aunque poco después el gobierno de Vichy lo llamó de regreso a su país. Fue entonces que colaboró para el periódico Le Figaro, trasladándose poco después a Lyon, ciudad en la que vivió durante un tiempo en la clandestinidad. 
En 1945 fue nombrado embajador en Argentina y después en la república de Chile, antes de regresar nuevamente a Roma en 1948 para representar a Francia otra vez ante la Santa Sede.  Ejerció este cargo hasta 1956, año en el que fue elegido a la Academia Francesa. Durante esos años defendió la corriente moderada de los liberales de la iglesia de la que formó parte junto con Maritain, Gabriel Marcel, Georges Bernanos, Teilhard de Chardin, en oposición a los "integristas" que siguieron las ideas expresadas por el abad argentino Julio Meinvielle.
Wladimir d’Ormesson fue nombrado presidente de la Oficina de la Radio y la Televisión Francesa por el general Charles de Gaulle.
Como escritor fue autor de varios ensayos importantes como: Dans la nuit européenne, La Confiance de l’Allemagne, Qu’est-ce qu’un Français ? y La Première Mission de la France aux États-Unis.

## Reconocimientos
- Gran Cruz de la Legión de Honor
- Gran Cruz del Orden Nacional del Mérito (Francia)
- Titular de la Cruz de Guerra 1914-1918
- Gran Cruz de la Orden de Pio IX
- Medalla al Mérito de Chile
- Medalla Polonia Restituta
- Medalla del Cedro de Líbano
- Medalla de la Orden de Malta.

## Obra
(en francés)
- Les Jets d'eau, 1913
- La Préface d'une vie, 1919
- Nos illusions sur l'Europe centrale , 1922
- Dans la nuit européenne, 1923
- Les résultats de la politique de la Ruhr, 1924
- Portraits d’hier et d’aujourd’hui, 1927
- La Première Mission de la France aux États-Unis, 1928
- La Confiance de l’Allemagne ?, 1929
- Enfances diplomatique, souvenirs, 1931
- La Grande Crise mondiale de 1857, 1932
- La Révolution allemande, 1934
- Qu’est-ce qu’un Français? : Ensayo de psicología política: Clemenceau, Poincaré, Briand, 1934
- Vue cavalière de l’Europe, 1936
- L’Éternel Problème allemand, 1945
- La Ville éternelle, 1956
- Mission à Rome, 1957
- La Ville et les Champs, 1958
- Les Vraies Confidences, 1962
- Auprès de Lyautey, 1963
- Présence du Général de Gaulle, 1971
- Les Propos, 1973